# Darren Styles
Pour les articles homonymes, voir Styles (homonymie).
Darren Styles, de son vrai nom Darren James Mew (né le 23 mai 1975 à Colchester, en Angleterre), est un producteur, DJ et auteur-compositeur-interprète britannique de UK hardcore. Au départ membre du groupe de breakbeat hardcore DJ Force and the Evolution, Darren rencontre du succès dans le groupe Force and Styles. Il devient pionnier du happy hardcore à la fin des années 1990, ainsi que l'auteur de nombreuses compositions qui ont atteint les classements musicaux britanniques telles que Heart of Gold (19e place), Pretty Green Eyes (2e place) et Field of Dreams (28e place).
Styles est considéré par la presse spécialisée comme l'un des artistes de UK hardcore les plus notables.

## Biographie

### Débuts
Darren est encouragé très tôt par son père à faire de la musique, qui deviendra sa passion. Il passe un bon nombre de ses nuits à améliorer son travail au clavier et à développer son propre style, fortement influencé par la musique dance. Il se produit pour la première fois en février 1992 à Clacton-on-Sea, Essex sur la scène de l'Oscar's Nightclub. En 1996, il fait paraître l'album All overt he UK (Force and Styles) qui atteint la 103e place des classements britanniques.
En 1998, il diffuse son premier single solo intitulé Unique (Feelin' Fine). En 2002, il commence sa carrière sous le pseudonyme Darren Styles. Il sort un disque pour le label Nukleuz et d'autres labels tels Raver Baby, et sort le titre Save Me pour All Around The World, label des compilations Clubland X-Treme Hardcore. Depuis Save Me, d'autres titres ont vu le jour grâce à la collaboration d'autres artistes, par exemple Sure Feels Good et Discolights avec Ultrabeat, Right By Your Side avec N-Force.
Au début des années 2000, Darren Styles compose dans le genre trance avec Mark Breeze sous le groupe de Styles and Breeze. Le duo diffuse deux nouveaux hits intitulés You're Shining (2004) et Heartbeatz (2005), deux compositions qui ont atteint le top 20 du classement au UK Singles Chart. Ils se sont également impliqués dans les célèbres compilations Clubland X-Treme Hardcore. En tant que producteur solo, Darren Styles a commercialisé deux albums, intitulés Skydivin' (16 juin 2008) et Feel the Pressure (2010). Il a également et fréquemment collaboré avec d'autres artistes tels que Hixxy, Ultrabeat et N-Force.

### Retour en solo
En 2008, avec la sortie de son album Skydivin', Darren atteint la 4e place aux classements britannique et la 41e aux classements irlandais ; il est également certifié disque d'or et récompensé au top 100 des meilleurs albums européens. En février 2009, il présente les singles Discolights (23e place au Royaume-Uni, et 28e en Irlande) et Girls Like You.
La sortie d'un nouvel album, Feel the Pressure, est prévue et publiée le 27 juin 2010. Le premier single s'intitule Sound Without a Name, une reprise d'un titre du même nom qu'il a sorti quelques années auparavant. À la fin des années 2010, Darren Styles recense plus d'une vingtaine de récompenses qui lui ont été décernées. Le 14 février, il participe à la soirée Princes Street lors de la journée de la Saint-Valentin.

### Période Monstercat
En 2016, il participe aux côtés de Gammer à la 20e édition de l'Electric Daisy Carnival à Las Vegas. Les deux artistes seront d'ailleurs en têtes d'affiche de l'événement Darren Styles b2b Gammer le 18 mars 2017. Vers cette même période, Style signe au label Monstercat et y publie son premier single solo, Us Against the World en avril 2017. À la fin de l'année, il joue avec Above and Beyond au week-end du Blackpool Festival.
Entre 2017 et 2018, Styles passe la majeure partie de son temps en tournée, notamment au festival Defqon.1. Au début de 2018, il reprend son alias Zero Hero et s'associe au groupe de hardstyle Da Tweekaz lors de certaines de leurs apparitions sous leur alias Tweekacore et tourner à l'international. En parallèle, et toujours avec Da Tweekaz, il fonde un label de happy hardcore nommé Electric Fox Music. Il joue également aux festivals HTiD Australia et HTiD USA, publie le single The Sky is Falling avec Stonebank et Emel, et un autre morceau intitulé Switch en février 2018.

## Discographie

### Albums studio
- 2008 : Skydivin'
- 2010 : Feel the Pressure